# Калцоне
Калцоне (итал. Calzone)  је италијанска пресавијена пица печена у рерни.    Калцоне се прави од теста за хлеб, пече се у рерни и пуни се пршутом или саламом, моцарелом или рикотом, пармезаном или пекорином, као и једним јајетом.  Различите регионалне варијације у или на калцонеу често могу да укључују и друге састојке који се обично повезују са преливима за пицу. Термин се обично односи на печено тесто, а не на пржено тесто (нпр. панцероте), иако се калцоне и панцероте често мешају. 
Стромболи, италијанско-америчка врста пице, слична је калцонеу, а понекад се та два назива мешају.  За разлику од стромболија, који су генерално увијени у цилиндрични или правоугаони облик, калцоне су увек пресавијени у облик полумесеца и обично немају парадајз сос унутра. 

## У Италији
Калцоне величине сендвича се често продају на тезгама за ручак или код уличних продаваца.  Пржене верзије су обично пуњене парадајзом и моцарелом; праве се у Апулији и називају се „панцероте“. 